# Zimmeriana lasiodactylum
Zimmeriana lasiodactylum is een zeekommasoort uit de familie van de Gynodiastylidae. De wetenschappelijke naam van de soort is voor het eerst geldig gepubliceerd in 1914 door Zimmer.